# Киксак Кабарде
Киксак Кабарде (фр. Cuxac-Cabardès) насеље је и општина у јужној Француској у региону Лангдок-Русијон, у департману Од која припада префектури Каркасон.
По подацима из 2011. године у општини је живело 894 становника, а густина насељености је износила 35,67 становника/km². Општина се простире на површини од 25,06 km². Налази се на средњој надморској висини од 515 метара (максималној 907 m, а минималној 338 m).

## Демографија
| 1962. | 1968. | 1975. | 1982. | 1990. | 1999. | 2011. |
| ----- | ----- | ----- | ----- | ----- | ----- | ----- |
| 664   | 669   | 689   | 695   | 724   | 854   | 894   |

График промене броја становника у току последњих година